# Vratislav Šustr
Vratislav Šustr (* 24. července 1959, Prostějov) je bývalý československý cyklista. Účastnil se Letních olympijských her 1988 v Soulu a ve sprintu na kole se umístil na pátém místě. Po ukončení závodní kariéry se stal reprezentačním trenérem.